# Johann Georg Schmidt
Johann Georg Schmidt (1685, Planá u Mariánských Lázní – 15. září 1748, Kremže) byl původem český, v Rakousku působící barokní malíř. Bývá nazýván Wiener Schmidt podle místa, kde se nachází nejvíce jeho děl. Někdy bývá zaměňován se svým známějším jmenovcem Martinem Johannem Schmidtem zvaným Kremser Schmidt.

## Život

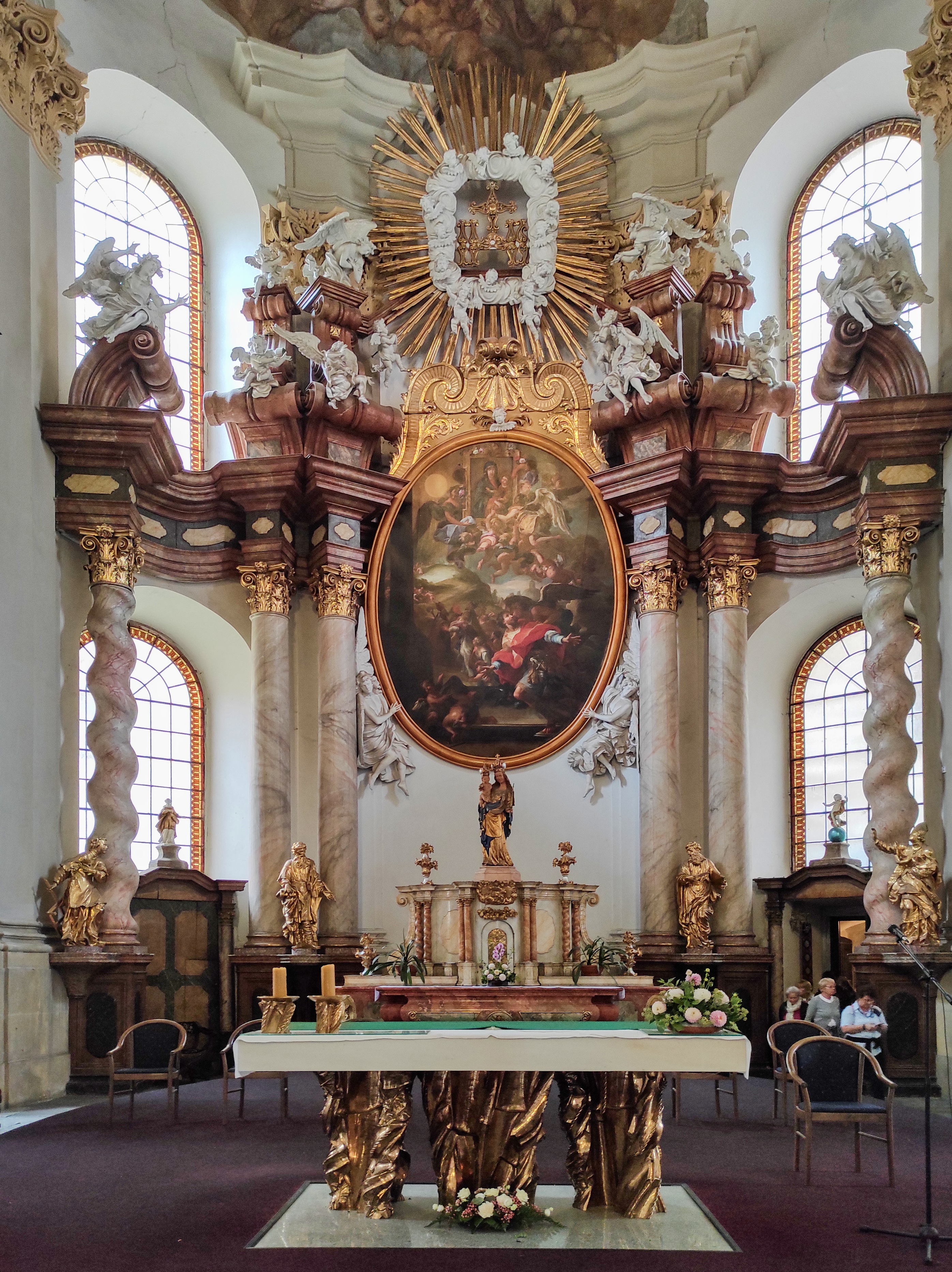
Hlavní oltář bývalého jezuitského kostela v Olomouci s obrazem Zázrak Panny Marie Sněžné z roku 1721

Narodil se někdy kolem roku 1685 v Čechách. Vzdělával se v ateliéru Petera Strudla a jeho vzorem byl původem italský malíř Martino Altomonte. Často spolupracoval s architekty, jako byl například Johann Lucas von Hildebrandt. Pracoval zejména v Dolním Rakousku a ve Vídni na vysokých oltářích a dalších obrazech, například ve františkánském kostele ve Vídni, v opatství Altenburg, v klášteře Klosterneuburg, v klášteře Lilienfeld a v klášteře Zwettl. V Českých zemích je významný obraz na hlavním oltáři kostela Panny Marie Sněžné v Olomouci. 
Zemřel 15. září roku 1748 v Kremži.